# Zuidwestelijke koeskoes
De zuidwestelijke koeskoes (Phalanger mimicus) is een zoogdier uit de familie van de koeskoezen (Phalangeridae). De wetenschappelijke naam van de soort werd voor het eerst geldig gepubliceerd door Oldfield Thomas in 1922.

## Kenmerken
De bovenkant van het lichaam is grijsbruin, met een zwarte rugstreep, de onderkant is wit. Soms is de buik grijsbruin. De grijpstaart is bij de wortel dezelfde kleur als de bovenkant van het lichaam, maar twee derde is naakt en donkerbruin. De roze oren zijn kort en rond. De kop-romplengte bedraagt (in Australië) 330 tot 400 mm, de staartlengte 280 tot 350 mm en het gewicht 1500 tot 2200 g.

## Leefwijze
Deze koeskoes is solitair en 's nachts actief. Overdag verbergt het dier zich in bijvoorbeeld een holle boom, maar 's nachts beweegt hij zich langzaam door de takken op zoek naar eten. Dit dier eet bladeren, fruit en bloemen.

## Verspreiding
Deze soort komt voor in het zuiden van Nieuw-Guinea en op het schiereiland Kaap York in Noordoost-Australië. De Australische en Nieuw-Guinese populaties vertegenwoordigen aparte ondersoorten, respectievelijk peninsulae Tate, 1945 en mimicus Thomas, 1922. Op Nieuw-Guinea is de soort gevonden van de rivier Mimika (Indonesië) tot Mount Bosavi en de rivier Oriomo (Papoea-Nieuw-Guinea); het is mogelijk dat de koeskoezen van de Aru-eilanden ook tot P. mimicus behoren. In Australië komt de soort voor van de McIlwraith Range tot de Iron Range in regenwouden en acaciabossen. Deze soort werd voorheen tot de witte koeskoes (P. orientalis) gerekend en later tot P. intercastellanus. De soort is in sommige classificaties zelfs in Strigocuscus geplaatst.